# Rhyacophila appalachia
Rhyacophila appalachia là một loài Trichoptera trong họ Rhyacophilidae. Chúng phân bố ở miền Tân bắc.